# Descent to Undermountain
Descent to Undermountain est un jeu vidéo de rôle dans le genre « fantasy », développé par Chris Avellone, Scott Bennie, John Deiley, Robert Holloway et Steve Perrin et édité par Interplay.
Descent to Undermountain a la particularité d'utiliser la licence des Royaumes oubliés, un décor de campagne créé en 1987 par Ed Greenwood pour Donjons et Dragons, et d'implémenter une adaptation des règles de Advanced Dungeons & Dragons, l'un des jeux de rôle les plus connus.
La programmation est assurée par Andrew Pal, James Gardener, Robert Holloway et Chris Farenetta. L'originalité étant la récupération partielle du moteur 3D de Descent, un jeu de tir à la première personne dans l'espace développé par Parallax Software et sorti en 1995. Le joueur interagit donc avec les PNJ, les monstres et l'environnement en vue subjective. Le jeu prend place dans le donjon mythique de l'Outreterre, un vaste réseau souterrain de cavernes et de tunnels qui s'étend sous des continents entiers. L'accès se fait à travers Montprofond, Undermountain en anglais, d'où le titre.

## Système de jeu
Comme les titres de la série The Elder Scrolls de Bethesda Softworks et les Ultima Underworld de Looking Glass Studios, Descent to Undermountain est un jeu 3D en temps réel. Il se rapproche même d'un jeu de tir à la première personne, lorgnant du côté de DeathKeep, sorti en 1995.
Le gameplay tourne essentiellement autour de combats et de la résolution de quelques énigmes dans de vastes donjons. Le joueur a le choix entre six races lors de la création de son personnage et peut accéder à de nombreuses classes, certaines ayant des capacités uniques : les voleurs, peuvent, par exemple, escalader des murs. Le multiclassage est également possible. Une cinquantaine de monstres différents peuplent l'Outreterre et pour les combattre 160 objets magiques sont disponibles ainsi que quarante sorts.

## Accueil
Dépourvu de scénario, doté de graphismes obsolètes et bourré de bugs, Descent to Undermountain est un échec commercial. D'après GameSpy il s'agirait du pire titre basé sur la licence D&D, titre disputé par le catastrophique remake de Pool of Radiance : Ruins of Myth Drannor.